# Phlebitis migrans
Die Phlebitis migrans (syn. Thrombophlebitis migrans, Phlebitis saltans, Thrombophlebitis saltans) ist eine an wechselnden Orten des Körpers auftretende Thrombophlebitis. Die Vene ist dabei nicht im Sinne einer Krampfader verändert.

## Ursachen
Am häufigsten ist diese Form der Thrombophlebitis bei der Thrombangiitis obliterans (Morbus Buerger) ausgebildet. Bis zu 62 % dieser Patienten leiden unter der Phlebitis migrans. Häufig tritt sie auch als paraneoplastische Begleiterscheinung auf. Typische Karzinome sind beispielsweise Bronchialkarzinom, Pankreaskarzinom und Leukämie. Auch im Rahmen von Vaskulitiden wie der Wegener-Granulomatose, dem Lupus erythematodes oder der Riesenzellarteriitis bei Polymyalgia rheumatica wurde diese Form der Thrombophlebitis beschrieben.

## Lokalisation
Bevorzugt sind die Außenseiten der Beine betroffen. Seltener findet man sie am Arm oder am Stamm.

## Diagnostik
Eine Phlebitis saltans sollte für den feststellenden Arzt Anlass zu einer abklärenden Diagnostik sein. Dazu kann durch bildgebende Verfahren eine Tumorsuche erfolgen bzw. die Beurteilung der Extremitätengefäße vorgenommen werden.
Des Weiteren kann auch eine Probebiopsie vorgenommen werden.